# Malfatto di Carpenedolo
Il Malfatto di Carpenedolo (Malfatti in italiano, Malfàcc de Carpenédol in dialetto bresciano) è un primo piatto tradizionale della cucina bresciana, tipico del territorio di Carpenedolo che ha acquisito dal 2014 lo stato di "De.C.O." (Denominazione comunale d'origine).
L'impasto, composto da spinaci, erbette, cicoria, uova, grana, farina bianca, noce moscata, pangrattato e sale, viene amalgamato e arrotolato in piccoli cilindri della lunghezza di circa 4 cm. Sistemati su vassoi, vengono quindi lessati e conditi con burro, salvia o pomodoro.